# Tokyo Warhearts
Tokyo Warhearts er et livealbum fra det finske melodiske dødsmetalband Children of Bodom, der blev udgivet i 1999, da bandet kun havde to albumudgivelser bag sig. Tokyo Warhearts viser, hvordan bandet med hurtighed, følelse og teknisk perfektion optræder på scnenen. Det blev indspillet og filmet d. 10 og 11. juli 1999. Det siges, at bandet og deres pladeselskab Spinefarm Records havde planlagt at udgive showet som en DVD sammen med CDen. De nåede dog til konklusionen, at der var en del, der ikke passede sammen mellem videoen og lyden da optagelserne var fra to forskellige koncerter.   
To af sangene fra albummet er blevet udgivet sepereat med et reklamerende formål og kan blive hørt på en Spinefarm DVD opsamling: "Silent Night, Bodom Night" og "Deadnight Warrior."
1. spor har et stykke af Jan Hammers "Crockett's Theme" fra Miami Vice soundtracket.
Til introet ved spor 9 er der toner af musik ved navn "Hummel Gets the Rockets" som blev komponeret af Hans Zimmer og Nick Glennie-Smith til filmen The Rock fra 1996.  

## Numre
1. "Intro" – 1:25
2. "Silent Night, Bodom Night" – 3:23
3. "Lake Bodom" – 4:08
4. "Warheart" – 4:07
5. "Bed of Razors" – 4:35
6. "War of Razors" – 2:10 (guitar/keyboard duel)
7. "Deadnight Warrior" – 3:32
8. "Hatebreeder" – 4:30
9. "Touch Like Angel of Death" – 5:53
10. "Downfall" – 4:47
11. "Towards Dead End" – 6:10